# Zalán Vancsa
Zalán Vancsa (Boedapest, 27 oktober 2004) is een Hongaars voetballer die door Lommel SK wordt verhuurd aan Roda JC.

## Clubcarrière
Vancsa maakte op 24 april 2021 zijn officiële debuut in het eerste elftal van MTK Boedapest FC: in de competitiewedstrijd tegen Újpest FC (1-3-winst) liet trainer Michael Boris hem in de 82e minuut invallen. Een week later mocht hij ook tegen MOL Fehérvár FC (1-3-verlies) invallen. Nog een week later, op de slotspeeldag, kreeg hij tegen Mezőkövesd-Zsóry SE (5-1-verlies) zijn eerste basisplaats.
Op 22 augustus 2021 scoorde hij in de competitiewedstrijd tegen Újpest FC (1-2-winst) zijn eerste officiële doelpunt voor MTK Boedapest – nota bene in de blessuretijd. In de UEFA Youth League scoorde hij in het seizoen 2021/22 vijf keer in vier wedstrijden: tegen Sparta Praag was hij in twee wedstrijden goed voor vier goals, tegen KRC Genk scoorde hij in de heenwedstrijd het enige Hongaarse doelpunt.
Op 31 januari 2022 ondertekende Vancsa een contract tot medio 2024 bij de Belgische tweedeklasser Lommel SK, die hem evenwel meteen tot het einde van het seizoen uitleende aan MTK Boedapest. Vancsa speelde nog negen competitiewedstrijden voor MTK, maar kon daarin niet vermijden dat de club op het einde van het seizoen naar de Nemzeti Bajnokság II degradeerde.
In zijn eerste seizoen kwam Vancsa aan 23 competitiewedstrijden voor Lommel, voornamelijk basisplaatsen. In zijn tweede seizoen volgde de doorbraak: Vancsa sloot de reguliere competitie af met twaalf doelpunten, waarmee hij zich tot clubtopschutter kroonde. Mede dankzij zijn goals was Lommel tot op de laatste speeldag in de running voor rechtstreekse promotie naar de Jupiler Pro League, maar de Limburgers kwamen uiteindelijk twee punten te kort. Lommel won vervolgens wel de promotie-playoffs, waarin Vancsa eenmaal scoorde – in de heenwedstrijd van de finale tegen KMSK Deinze opende de Hongaar de score. In de barragewedstrijd tegen eersteklasser KV Kortrijk ging Lommel evenwel tweemaal onderuit, waardoor de Limburgers uiteindelijk naast promotie grepen.
In september 2024 versierde Vancsa een transfer naar KAA Gent, dat de Hongaar tot het einde van het seizoen huurde met een niet-verplichte aankoopoptie. Mede door blessureleed kwam hij daar voor de jaarwisseling slechts driemaal in actie: in de competitiewedstrijd tegen Oud-Heverlee Leuven op 29 september en de bekerwedstrijd tegen Union Rochefortoise op 30 oktober mocht hij starten van trainer Wouter Vrancken, daartussen ook invallen in de competitiewedstrijd tegen STVV. Begin februari 2025 werd de uitleenbeurt van Vancsa, die op 26 januari 2025 met Jong KAA Gent nog een competitiewedstrijd tegen Knokke FC speelde, vroegtijdig stopgezet. Vancsa deed het seizoen op huurbasis uit bij Roda JC.

## Interlandcarrière
Vancsa maakte op 7 juni 2022 zijn interlanddebuut voor Hongarije: in de UEFA Nations League-wedstrijd tegen Italië (2-1-verlies) liet bondscoach Marco Rossi hem in de 87e minuut invallen voor András Schäfer.
| Interlands van Zalán Vancsa     | Interlands van Zalán Vancsa     | Interlands van Zalán Vancsa     | Interlands van Zalán Vancsa     | Interlands van Zalán Vancsa     | Interlands van Zalán Vancsa     | Interlands van Zalán Vancsa     |
| No.                             | Datum                           | Wedstrijd                       | Uitslag                         | Soort Wedstrijd                 | Doelpunten                      |                                 |
| Als speler bij MTK Boedapest FC | Als speler bij MTK Boedapest FC | Als speler bij MTK Boedapest FC | Als speler bij MTK Boedapest FC | Als speler bij MTK Boedapest FC | Als speler bij MTK Boedapest FC | Als speler bij MTK Boedapest FC |
| ------------------------------- | ------------------------------- | ------------------------------- | ------------------------------- | ------------------------------- | ------------------------------- | ------------------------------- |
| 1.                              | 7 juni 2022                     | Italië – Hongarije              | 2 – 1                           | UEFA Nations League 2022/23     | -                               |                                 |
| Als speler bij Lommel SK        |                                 |                                 |                                 |                                 |                                 |                                 |
| 2.                              | 26 maart 2024                   | Hongarije – Kosovo              | 2 – 0                           | Vriendschappelijk               | -                               |                                 |
| Totaal                          | Totaal                          | Totaal                          | Totaal                          | Totaal                          | -                               |                                 |

Bijgewerkt tot 26 februari 2025